# Unterseeboot 1166
L'Unterseeboot 1166 ou U-1166 est un sous-marin allemand (U-Boot) de type VIIC/41 utilisé par la Kriegsmarine pendant la Seconde Guerre mondiale.
Le sous-marin fut commandé le 14 octobre 1941 à Danzig (Danziger Werft), sa quille fut posée le 4 février 1943, il fut lancé le 28 août 1943 et mis en service le 8 décembre 1943, sous le commandement de l'Oberleutnant zur See Herbert Wagner.
L'U-1166 n'a, ni coulé, ni endommagé de navire n'ayant pris part à aucune patrouille de guerre.
Sa coque fut sabordée en mai 1945.

## Conception
Unterseeboot type VII, l'U-1166 avait un déplacement de 759 tonnes en surface et 860 tonnes en plongée. Il avait une longueur hors-tout de 67,20 m, un maître-bau de 6,20 m, une hauteur de 9,60 m et un tirant d'eau de 4,74 m. Le sous-marin était propulsé par deux hélices de 1,23 m, deux moteurs diesel Germaniawerft F46 de 6 cylindres en ligne de 1 400 ch à 470 tr/min, produisant un total de 2 060 à 2 350 kW en surface et de deux moteurs électriques Siemens-Schuckert GU 343/38-8 de 375 ch à 295 tr/min, produisant un total 550 kW, en plongée. Le sous-marin avait une vitesse en surface de 17,7 nœuds (32,8 km/h) et une vitesse de 7,6 nœuds (14,1 km/h) en plongée. Immergé, il avait un rayon d'action de 80 nautiques (150 km) à 4 nœuds (7,4 km/h; 4,6 milles par heure) et pouvait atteindre une profondeur de 230 m. En surface son rayon d'action était de 8 500 nautiques (soit 15 700 km) à 10 nœuds (19 km/h).
L'U-1166 était équipé de cinq tubes lance-torpilles de 53,3 cm (quatre montés à l'avant et un à l'arrière) et embarquait quatorze torpilles. Il était équipé d'un canon de 8,8 cm SK C/35 (220 coups), d'un canon antiaérien de 20 mm Flak et d'un canon 37 mm Flak M/42 qui tire à 15 350 mètres avec une cadence théorique de 50 coups par minute. Il pouvait transporter 26 mines TMA ou 39 mines TMB. Son équipage comprenait 4 officiers et 40 à 56 sous-mariniers.

## Historique
Il reçoit sa formation de base au sein de la 8. Unterseebootsflottille jusqu'à son accident.
L'U-1166 est retiré du service le 28 août 1944 après avoir été gravement endommagé par l'explosion d'une de ses torpilles à Eckernförde le 28 juillet 1944. Sa coque est convertie en centrale électrique flottante jusqu'à la fin de la guerre. Son équipage est transféré sur le sous-marin de Type XXI U-3520 (en).
Le 3 mai 1945, l'U-1166 est sabordé au chantier naval de Kiel (Deutsche Werke) dans la cale sèche No 2, à la position 54° 20′ N, 10° 10′ O, suivant les ordres de l'Amiral Karl Dönitz (Opération Regenbogen).
L'épave est renflouée et démolie après la guerre.

## Affectations
- 8. Unterseebootsflottille du 8 décembre 1943 au 28 août 1944 (Période de formation).

## Commandement
- Oberleutnant zur See Herbert Wagner du 8 décembre 1943 à avril 1944.
- Oberleutnant zur See Sarto Ballert d'avril 1944 au 28 août 1944.